# Халоков, Абдумалик Анвар угли
Абдумалик Анвар угли Халоков (узб. Халоқов Абдумалик Анвар ўғли; род. 9 апреля 2000, Бухара, Узбекистан) — узбекский боксёр-любитель, выступающий в полулёгкой и в лёгкой весовых категориях. Член национальной сборной Узбекистана,Олимпийский чемпион 2024 года (до 57кг),чемпион мира (2023), cеребряный призёр чемпионата мира (2021), чемпион Азиатских игр (2022), чемпион Азии (2022), бронзовый призёр чемпионата Азии (2021), чемпион Юношеских Олимпийских игр (2018), чемпион мира среди молодежи (2018), многократный победитель и призёр международных и национальных турниров в любителях. Тренируется под руководством Гафурова Даврона. Узбекистон ифтихори (2024).

## Любительская карьера

### 2018 год
В 2018 году стал чемпионом Азии среди молодежи в весе до 60 кг.
Затем в августе 2018 года в Будапеште (Венгрия), стал чемпионом мира среди молодёжи и юниоров (17-18 лет), в весе до 56 кг, в финале по очкам (5:0) победив россиянина Всеволода Шумкова.
И затем в октябре 2018 года стал чемпионом III-х юношеских Олимпийских игр в Буэнос-Айресе (Аргентина), в весе до 56 кг, в финале по очкам (5:0) победив опытного украинца Максима Галиничева.

### 2021—2022 годы
В мае 2021 года стал бронзовым призёром чемпионата Азии в Дубае (ОАЭ), в весе до 60 кг, в полуфинале по очкам (2:3) раздельным решением судей спорно проиграв опытному боксёру из Монголии Эрдэнэбатыну Цэндбаатару, — который в итоге стал чемпионом Азии 2021 года.
В начале ноября 2021 года в Белграде (Сербия) стал серебряным призёром чемпионата мира, в категории до 60 кг. Где он в 1/16 финала соревнований единогласным решением победил боксёра из Северной Македонии Ясина Льяма, затем в 1/8 финала единогласным решением прошел словенца Тадея Чернога, в четвертьфинале по очкам (5:0) победил перспективного россиянина Всеволода Шумкова, в полуфинале его соперник иранец Даниал Шахбахш не вышел на ринг из-за травмы, но в финале — в конкурентном бою, единогласным решением проиграл французу Софьяну Умиа.
В феврале 2022 года стал победителем в весе до 57 кг престижного международного турнира «Странджа» проходившем в Софии (Болгария), в финале по очкам раздельным решением судей (4:1) победив опытного кубинца выступающего за Болгарию Хавьера Ибаньеса.
В ноябре 2022 года стал чемпионом Азии в Аммане (Иордания), в весе до 57 кг, в финале по очкам (4:1) решением большинства судей победив казаха Серика Темиржанова.